# Stosunki polsko-izraelskie

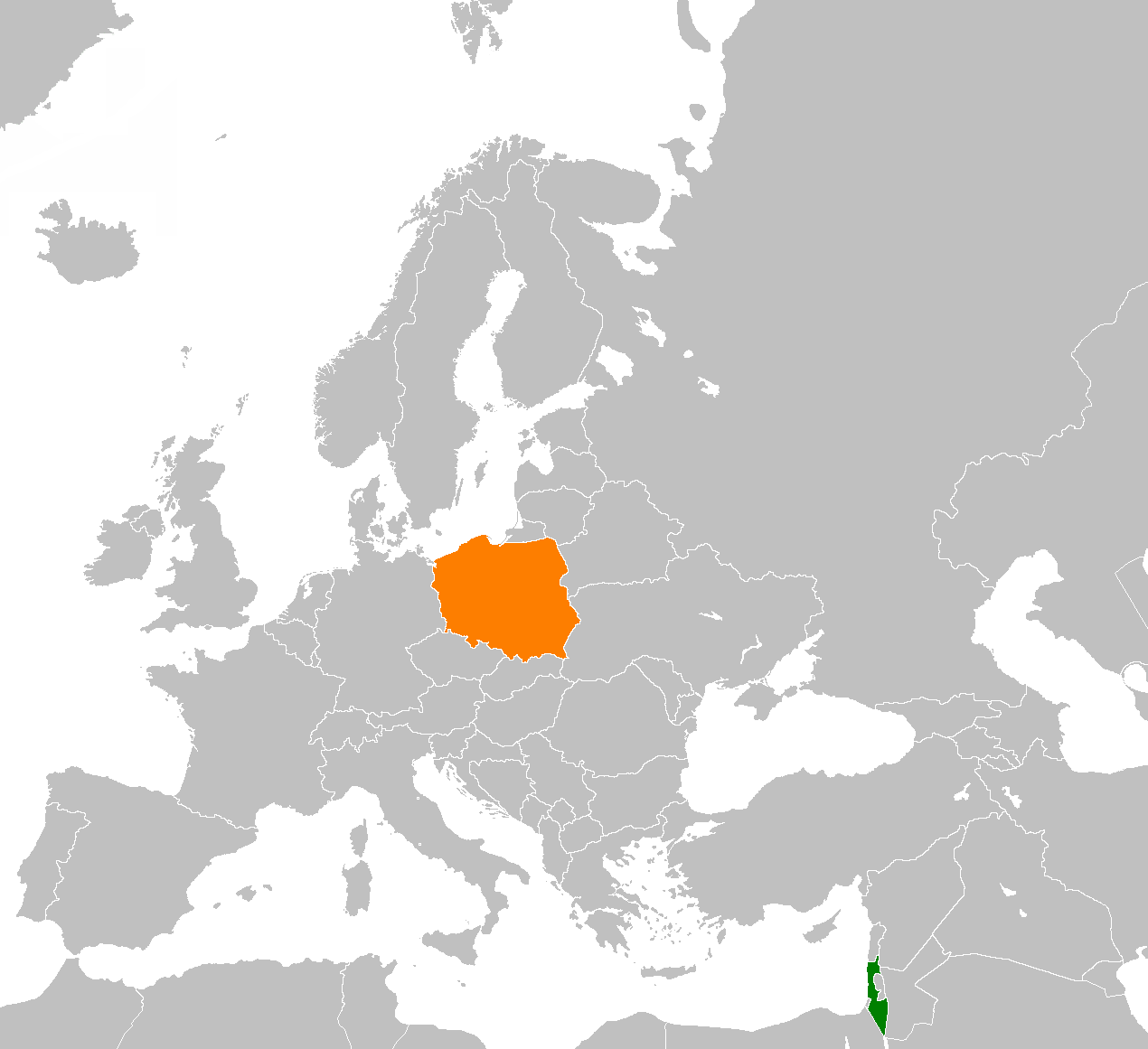
Polska i Izrael na mapie regionu

Stosunki polsko-izraelskie – wzajemne relacje międzynarodowe pomiędzy Polską a Izraelem. Oficjalne stosunki między Izraelem a Polską zostały nawiązane wraz z uznaniem przez Rzeczpospolitą Polską powstałego w maju 1948 państwa izraelskiego. Poprzedzała je wielowiekowa historia współżycia Polaków i Żydów na ziemiach polskich.

## Historia

### 1947–1967
29 listopada 1947 Polska poparła na forum ONZ podział terytorium mandatowego w Palestynie na część żydowską i arabską. Była jednym z pierwszych państw, które uznały proklamowane w maju 1948 Państwo Izrael. 29 września 1948 przybyła do Polski izraelska misja dyplomatyczna. W Warszawie powstało poselstwo Izraela, a w Tel Awiwie utworzono poselstwo polskie.

### 1967–1990
Po wybuchu w 1967 w Palestynie wojny sześciodniowej Polska jako państwo satelickie ZSRR zgodnie z wytycznymi Moskwy zerwała stosunki dyplomatyczne z Izraelem. Zbiegło się to z kampanią antysemicką w Polsce poprzedzającą i współtworzącą wydarzenia marcowe 1968. W jej wyniku część polskich Żydów (szacuje się, że była to liczba między 13 000 a 30 000 osób) wyjechała z Polski. Niektórzy z nich zostali obywatelami izraelskimi.
Mimo braku stosunków dyplomatycznych w schyłkowym okresie PRL w Izraelu działało od 1986 tzw. przedstawicielstwo interesów.

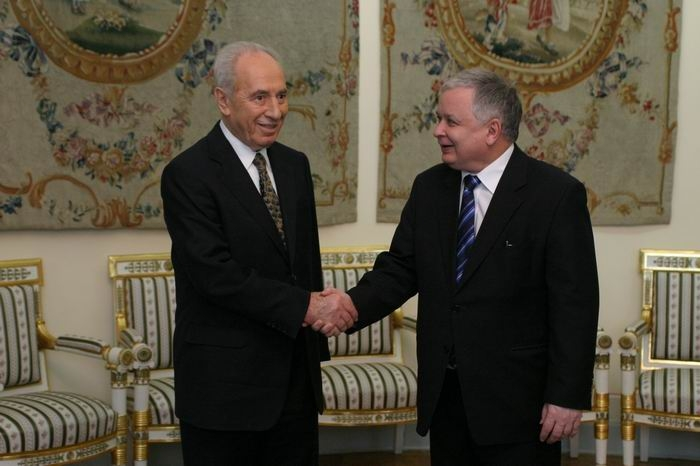
Prezydent Izraela Szimon Peres i prezydent RP Lech Kaczyński podczas spotkania w Warszawie w 2006

### Po 1989

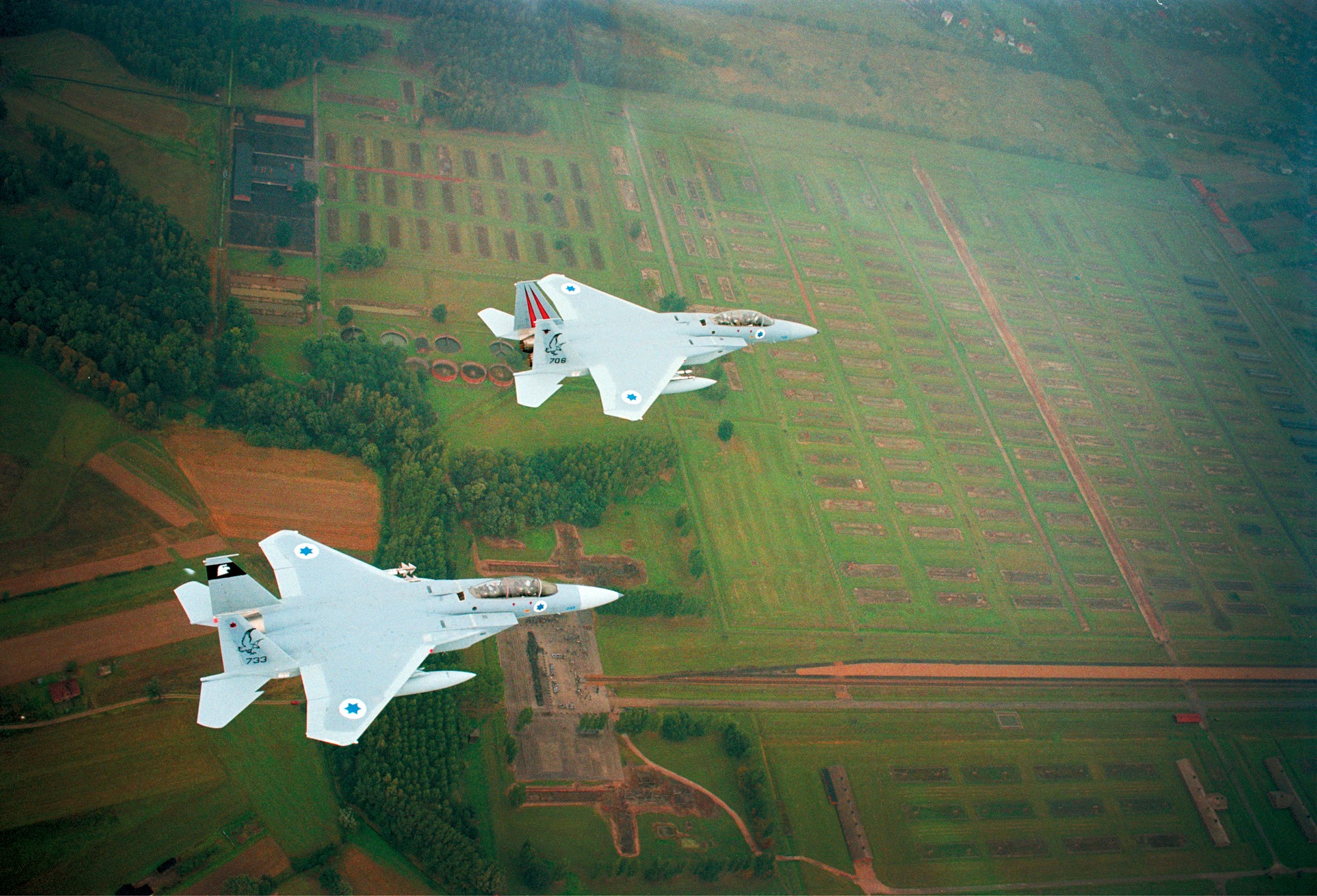
Izraelskie myśliwce F-15A podczas przelotu nad byłym niemieckim KL Auschwitz-Birkenau (4 września 2003) w ramach uroczystości upamiętnienia ofiar Holocaustu

Po upadku komunizmu w Polsce, w lutym 1990 wznowiono stosunki dyplomatyczne między oboma państwami. Po tym fakcie pierwszym ambasadorem Polski w Izraelu był Jan Dowgiałło, a ambasadorem Izraela w Polsce Mordechaj Palzur.
Ważnym elementem wzajemnych stosunków są oficjalne wizyty państwowe przedstawicieli obu krajów najwyższego szczebla. Ze strony polskiej odbyły się m.in. wizyty prezydentów: Lecha Wałęsy (1991), Aleksandra Kwaśniewskiego (2000, 2004, 2005), Lecha Kaczyńskiego (2006), Bronisława Komorowskiego (2013) i Andrzeja Dudy (2017); premierów: Włodzimierza Cimoszewicza (1997), Jerzego Buzka (1999), Donalda Tuska (2008) i Beaty Szydło (2016). Natomiast ze strony izraelskiej m.in. prezydentów: Chaima Herzoga (1992), Ezera Weizmana (2000), Moszego Kacawa (2003, 2005), Szimona Peresa (2006, 2008), Re’uwena Riwlina (2014, 2018) i premierów Icchaka Rabina (1993), Benjamina Netanjahu (1998) i Ariela Szarona (2005).
W 1990 rząd Tadeusza Mazowieckiego wyraził zgodę na wsparcie przez Polskę izraelskiej operacji Most mającej na celu przerzut do Izraela wielu tysięcy Żydów z ZSRR.

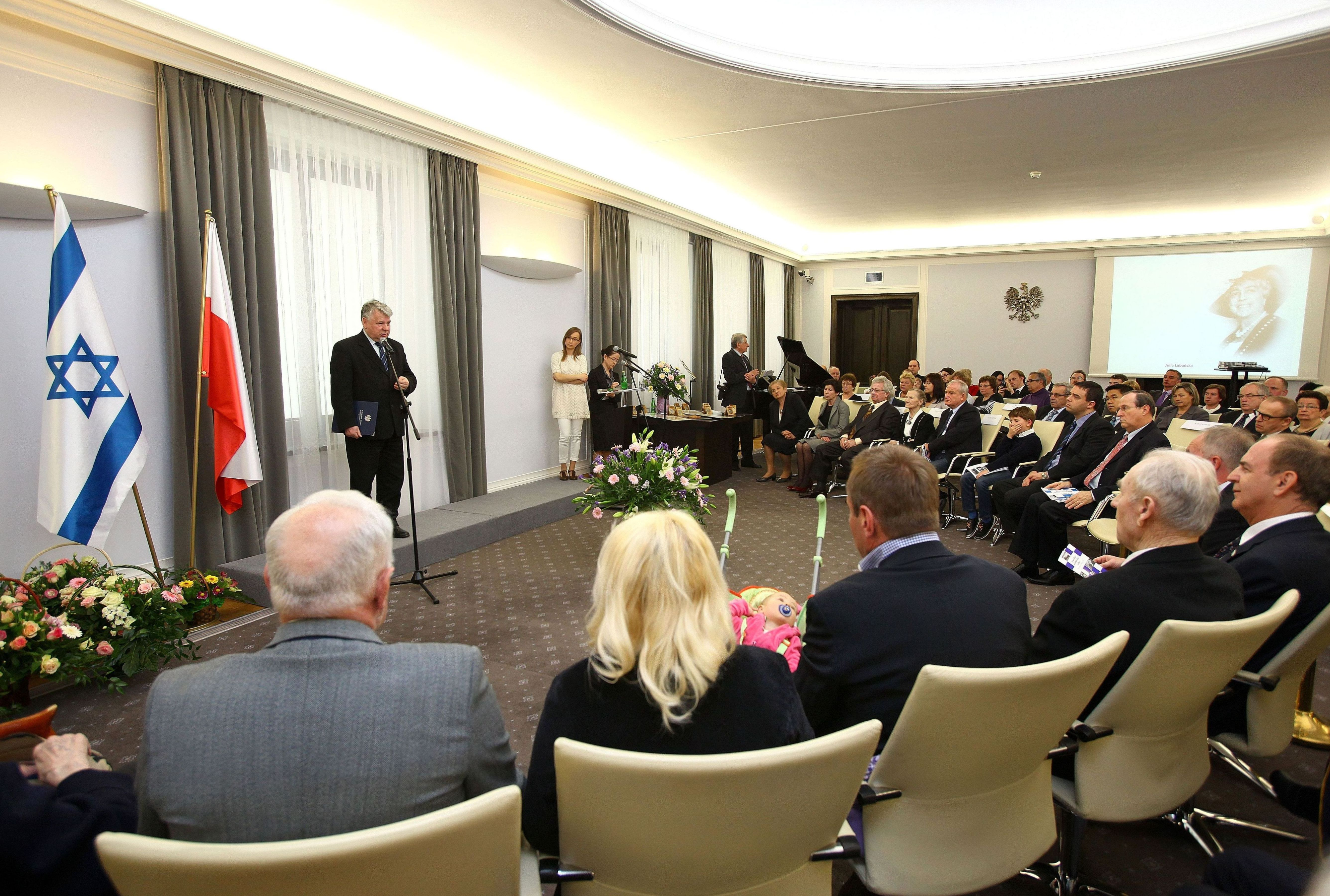
Ceremonia wręczenia medali Sprawiedliwy wśród Narodów Świata w Senacie RP (2012). Przemawia marszałek Bogdan Borusewicz

Rządy obu państw współdziałają w działaniach mających na celu upamiętnienie ofiar Holocaustu i Polaków ratujących prześladowanych w czasie okupacji Żydów. Wspólnie organizowane są m.in. uroczystości wręczania w Polsce odznaczenia Sprawiedliwy wśród Narodów Świata.
We wzajemnych stosunkach międzypaństwowych podnoszona jest sprawa rewindykacji mienia odebranego Żydom w Polsce w okresie II wojny światowej przez okupanta niemieckiego. Strona polska stoi na stanowisku, że mienie to podlega takim samym zasadom reprywatyzacji jak mienie obywateli polskich niebędących Żydami.
W 2018 roku wartość polskiego eksportu do Izraela przekroczyła 585 mln euro, a importu 400 mln EUR. Na tle państw regionu pozycja Izraela jako partnera handlowego jest stabilna i z wyjątkiem 2009 roku odnotowywany jest systematyczny wzrost obrotów. Prawie jedną trzecią polskiego eksportu stanowią produkty rolno-spożywcze. Z kolei Polska importuje głównie wyroby przemysłu elektromaszynowego.
Podstawą współpracy w sferze edukacji, nauki i kultury jest umowa z 1991 roku, zaś w 2014 roku podpisano umowę o współpracy w zakresie przemysłowych badań i rozwoju. W ramach współpracy naukowej w 2004 zawarto umowę o współpracy między Polską Akademią Nauk a Izraelską Akademią Nauk (Israeli Academy of Sciences). W 2010 podjęto współpracę między polskim Narodowym Centrum Badań i Rozwoju oraz jego izraelskim odpowiednikiem (MATIMOP).
Rząd Donalda Tuska deklarował, że jest sprzymierzeńcem spraw Izraela w Unii Europejskiej.
W 2011 polski premier Donald Tusk i premier izraelski Binjamin Netanjahu podjęli decyzję o organizowaniu corocznych konsultacji międzyrządowych. Pierwsza z nich odbyła się 24 lutego 2011.
Między oboma krajami utrzymywana jest znacząca wymiana turystyczna. W 2016 Izrael odwiedziło ponad 60 000 obywateli polskich, zaś do Polski przyjechało ponad 167 000 Izraelczyków.
Od 1988 co roku władze oświatowe Izraela organizują dla młodzieży ze swojego kraju na terenie byłego niemieckiego obozu koncentracyjnego Auschwitz-Birkenau Marsz Żywych, w którym udział biorą także obywatele polscy, w tym przedstawiciele władz Polski.
W 2018 doszło do zaostrzenia wzajemnych stosunków w związku z przyjęciem przez Sejm RP w styczniu tego roku nowelizacji ustawy o Instytucie Pamięci Narodowej – Komisji Ścigania Zbrodni przeciwko Narodowi Polskiemu. W opinii przedstawicieli władz izraelskich nowe przepisy mogły krępować dyskusję naukową na temat odpowiedzialności za zbrodnie Holocaustu, w tym w sprawie udziału Polaków w prześladowaniu i mordowaniu Żydów w okresie II wojny światowej. W wyniku negocjacji między przedstawicielami władz polskich i izraelskich nowelizacja w zakresie przepisów karnych została w czerwcu 2018 uchylona.
W latach 2002–2017 obywatelstwo polskie uzyskało ok. 29 tys. obywateli Państwa Izrael. Od jesieni 2015 do 2018 decyzji takich zapadło ok. 3700.
Od 2018 źródłem napięć w stosunkach wzajemnych jest sprawa sytuacji prawnej tzw. mienia bezspadkowego po ofiarach Holocaustu na terenie Polski, która odżyła po uchwaleniu przez Kongres USA ustawy JUST (tzw. ustawy 447).

## Przedstawiciele dyplomatyczni

### Ambasadorowie Polski w Izraelu

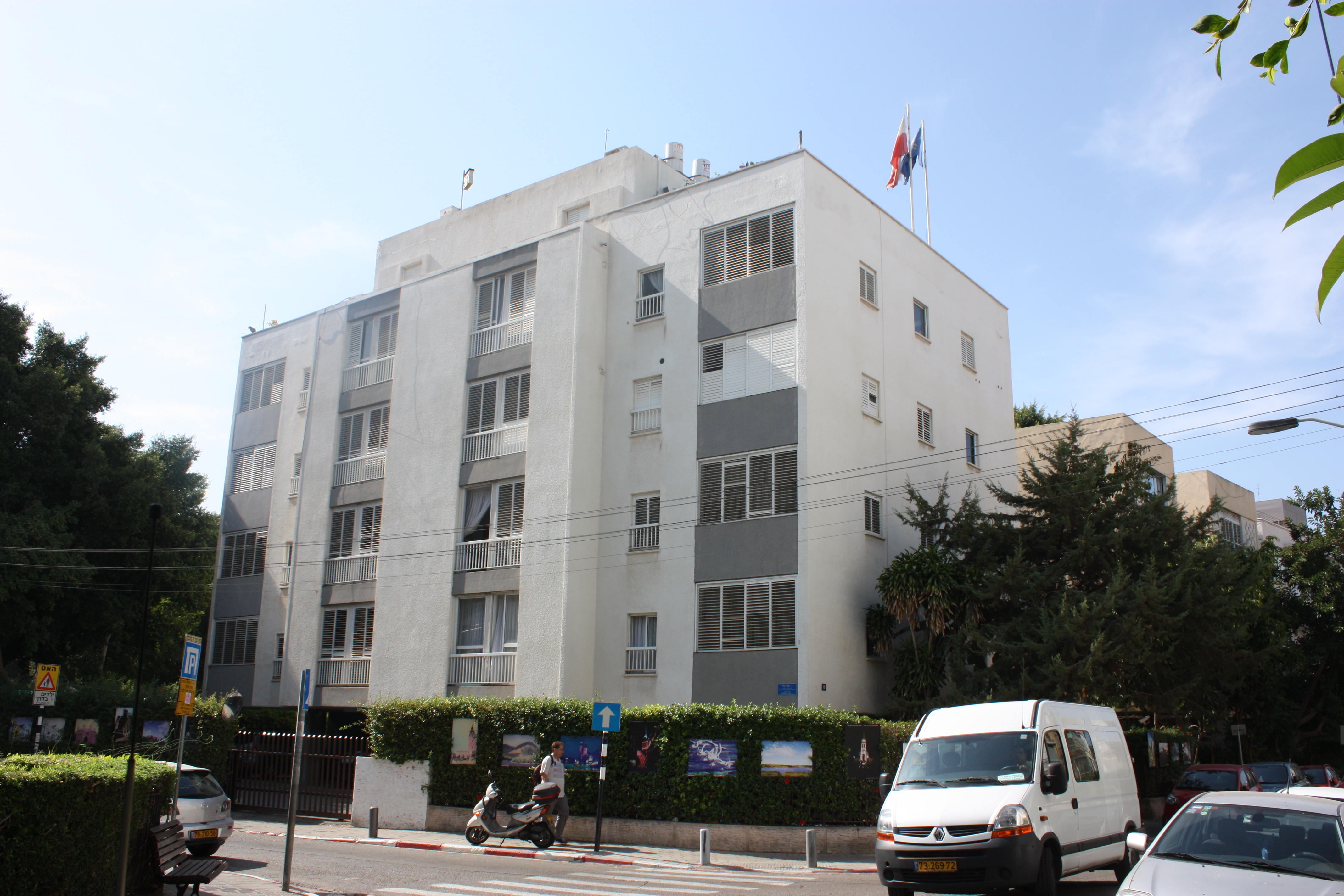
Siedziba Ambasady RP w Tel Awiwie

- 1949–1952: Marek Thee (jako konsul generalny)
- 1954–1957: Zygfryd Wolniak (jako poseł RP)
- 1957–1963: Antoni Bida
- 1963–1967: Józef Pluta

przerwa
- 1990–1993: Jan Dowgiałło
- 1995–1999: Wojciech Adamiecki
- 1999–2003: Maciej Kozłowski
- 2003–2006: Jan Wojciech Piekarski
- 2006–2012: Agnieszka Magdziak-Miszewska
- 2012–2018: Jacek Chodorowicz
- 2018–2021 Marek Magierowski

### Ambasadorowie Izraela w Polsce

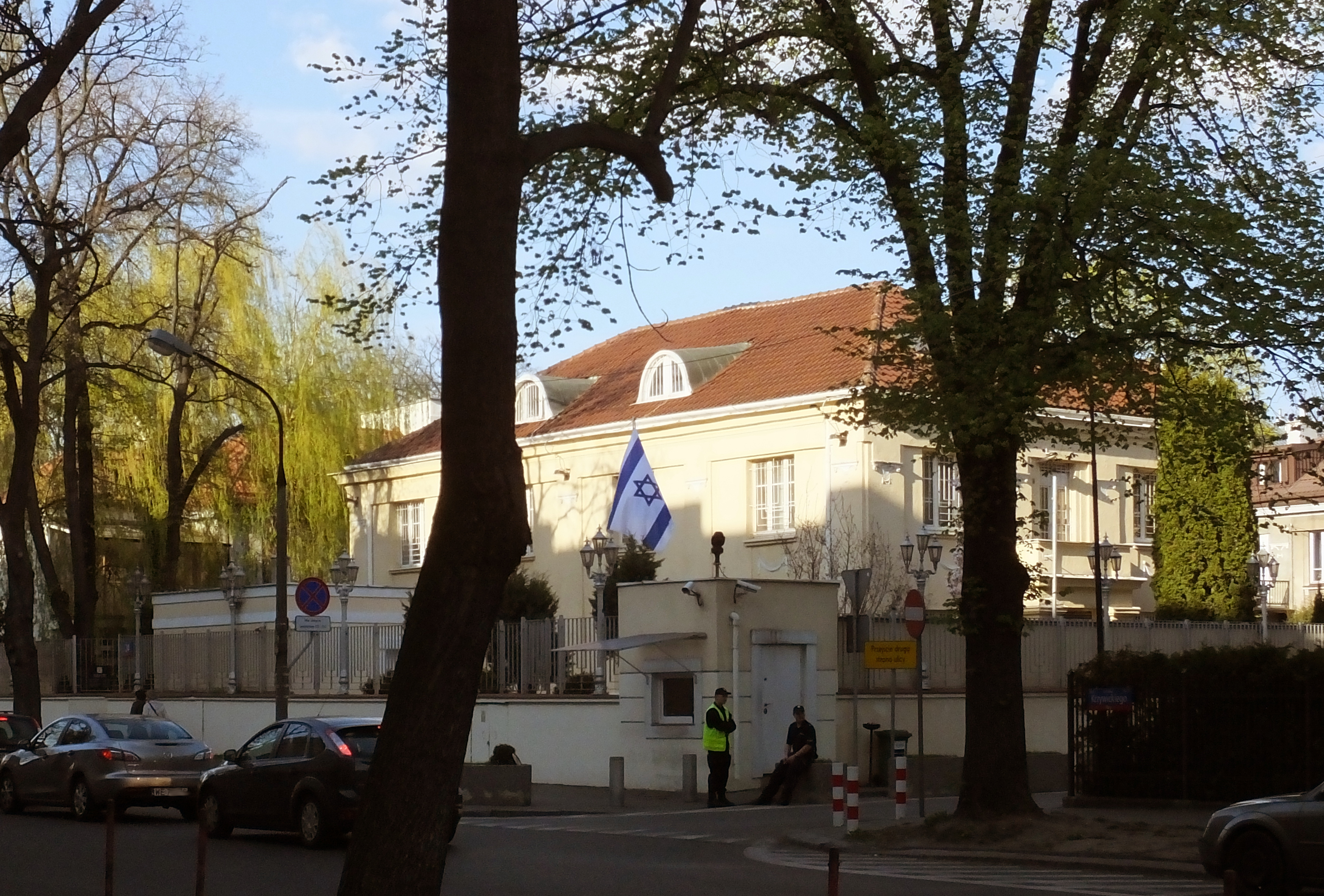
Siedziba Ambasady Izraela w Warszawie

Przedstawiciele dyplomatyczni Izraela w Polsce do 1967
- wrzesień 1948– jesień 1950: Jisra’el Barzilaj (jako poseł)
- 1950–1951: Baruch Niw (jako chargé d’affaires ad interim)
- lipiec 1951 – grudzień 1952: Ariel Leon Kubowy (jako poseł)
- 1953 – luty 1954: Reuwen D. Nall (jako chargé d’affaires)
- luty 1954 – wrzesień 1956: Mosze Awidan (jako chargé d’affaires)
- jesień 1956 – koniec 1958: Katriel Kac (jako poseł)
- koniec 1958 – czerwiec 1961: Rehawam Amir (jako poseł)
- 1961: Szelomo Lewaj (jako chargé d’affaires)
- 1961–1964: Awigdor Dagan (początkowo poseł, od grudnia 1962 ambasador)
- 1964–czerwiec 1967: Dow Sattat (jako ambasador)

przerwa
- 1990: Mordechaj Palzur
- 1990–1993: Miron Gordon
- 1993–1997: Gerszon Zohar
- 1997–2001: Jigal Antebi
- 2001–2003: Szewach Weiss
- 2004–2009: Dawid Peleg
- 2009–2014: Cewi Rawner
- 2014–2019: Anna Azari
- 2019–2020 Aleksander Ben Cewi
- od 2022 Ja’akow Liwne